# Lisle (Loir-et-Cher)
Lisle é uma comuna francesa na região administrativa do Centro, no departamento Loir-et-Cher. Estende-se por uma área de 6,59 km². Em 2010 a comuna tinha 198 habitantes (densidade: 30 hab./km²).